# 서울 흥천사 목조관음보살삼존상 및 복장유물
흥천사 목조관음보살삼존상 및 복장유물(興天寺 木造觀音菩薩三尊像 및 腹藏遺物)은 대한민국 서울특별시 성북구 돈암동, 흥천사에 있는 불상이다. 2017년 8월 10일 서울특별시의 유형문화재 제416호로 지정되었다.

## 지정사유
흥천사 목조관음보살삼존상은 중앙의 관음보살좌상을 중심으로 좌우에 용왕과 선재동자가 협시하고 있는 삼존 형식이다.
흥천사 목조관음보살삼존상은 조성발원문을 통해 1701년이라는 정확한 제작시기와 조각가가 확인되는데, 원래 전라북도 임실 사자산 적조암에서 제작한 것을 언젠가 흥천사로 옮긴 것이다. 용왕과 선재동자를 협시로 한 삼존 형식은 수월관음도에 적지 않게 보이지만 조각의 경우에는 보은 법주사 목조관음보살삼존상(1655년, 조각승 혜희), 남해 보리암 목조관음보살삼존불감(경남유형문화재 제575호), 운흥사 목조불감(1670년)을 제외하면 그 예가 많지 않다는 점에서 불교조각사 연구에 큰 의미를 지닌다.
복장유물은 후령통, 주서와 묵서 다라니 등 총 9건(633점)으로, 수습한 불서들은 임란 이후 간행되었고, 현전본이 비교적 많이 남아 있어 일괄 지정하여 관리하는 것으로 한다. (목록은 붙임 「조사보고서」 참조)
흥천사 목조관음보살삼존상과 복장유물은 조성시기가 명확하고 그 예가 드문 관음·용왕·선재 동자의 삼존상이라는 점에서 조선후기 불상 연구의 귀중한 자료이므로 서울특별시 유형문화재로 지정한다.

## 조사보고서
흥천사 목조관음보살삼존상은 중앙의 관음보살좌상을 중심으로 좌우에 용왕과 선재동자가 협시하고 있는 삼존 형식이다. 중앙의 목조관음보살좌상은 화려한 보관을 쓴 조선 후기의 보살상이다. 양 손을 비롯해 보관에 이르기까지 손상된 곳 없이 잘 남아있다. 특히 보관은 5개의 화염문과 좌우로 매달린 관대(冠帶), 그리고 중앙의 화불(化佛)에 이르기까지 완전하다. 안정된 신체비례를 지녔으며, 방형의 얼굴은 신체에 비례해 작은 편이며, 이목구비가 단정하다. 미간 사이에는 얼굴 크기에 비례해 크기가 큰 백호가 있다. 보살의 머리카락은 귀를 타고 내려와 어깨 위로 늘어졌다. 손은 양 손 모두 엄지와 중지를 맞대고 있으며, 왼손 손바닥 위에는 정병이 놓여 있다. 가사가 넓게 벌어져 가슴이 많이 드러나 있고, 왼쪽 어깨 뒤로 넘어간 옷자락은 넓고 길게 늘어져 그 끝은 엉덩이 아래로 들어가 있는 점은 다른 상과 차이가 있다.
흥천사 목조관음보살좌상은 조성발원문이 남아있다. 현재는 조성발원문을 다시 납입하여 조사 당시 실물을 확인할 수 없었지만, 기초 조사 당시 촬영한 복장발원문을 통해 내용을 알 수 있다. “全羅道任實縣治北獅子山寂照庵觀音聖尊腹藏 發願文 時維歲次康熙四十年辛巳…”로 시작하는 이 발원문을 통해 이 목조관음보살좌상이 1701년 전라북도 임실 적조암에 봉안됐던 관세음보살상이며, 5명의 조각승이 힘을 합해 이 보살상을 제작했음이 밝혀졌다. 수조각승은 법잠(法岑)이며, 함께 작업한 조각승은 계초(戒楚), 진열(振悅), 성인(性印), 수오(守吾)이다. 어떤 연유로 전라도 임실 적조암의 관음보살상이 이곳 흥천사로 이운되었는지 분명하지 않지만, 조선 말기에 전국 각지의 폐사 문화재들이 왕실과 관련된 서울 인근의 사찰로 이안되는 경우가 많아 이와 관련지어 생각해 볼 수도 있다.
조성발원문에 등장하는 수조각승 법잠은 현재 다른 작품에서는 그 이름을 찾을 수 없다. 다만 1688년 완주 대원사 명부전 시왕상 조성에 수조각승으로 등장하는 도잠(道岑)이 계초(戒初)와 진열(震悅)과 같이 작업하여 법잠과 도잠은 선후배 관계일 가능성이 높다. 도잠은 1659년 고흥 금탑사 지장보살상 조성에도 참여하여 17세기 후반~18세기 전반에 활동한 계초, 진열보다 연배가 높았을 것으로 추정된다.
한편 이 목조관음보살좌상은 좌우 협시로 용왕상과 선재동자상이 함께 조성되었다는 점도 큰 의미가 있다. 관음보살상의 왼쪽에 용왕이, 오른쪽에 선재동자가 서있다. 이처럼 관음보살상 좌우로 용왕상과 선재동자상이 위치하는 경우는 수월관음도에 적지 않게 보이는데, 특히 불화로는 의겸이 그린 1730년 운흥사 수월관음도(쌍계사성보박물관), 1901년 연화사 수월관음도 등이 있다. 조각으로는 1655년에 혜희가 만든 보은 법주사 목조관음보살삼존상, 17세기 중반 경남 남해 보리암 목조관음보살삼존불감(경남 유형문화재 제 575호), 1670년 운흥사 목조불감이 대표적인 예이다. 이처럼 용왕상과 선재동자상이 좌우 협시로 조성된 관음보살상은 그 예가 드물어 매우 귀중한 사례이다.
관음상 복장에서 수습한 불교전적은 『묘법연화경(妙法蓮華經)』 2종으로 불복에 납입할 당시 분책한 상태로 시납하였기 때문에 낱장 상태이다. 2종의 간략한 서지정보는 아래와 같다.
1) 대자본계통-- [1634년 전라도 순창 복천사본] 1책(권1)
2) 갑인자계통-- 1665년 경상도 안음 영각사본 1책(권1,2,5,6,7)
상기 2종 가운데 한 종은 권7의 말미에 간기가 수록되어 있어 1665년에 경상도 안음의 영각사(靈覺寺)에서 간행한 불서임을 확인할 수 있다. 그러나 다른 한 종은 간기부분이 발견되지 않아 정확히 알 수 없으나, 조사자의 조사파일과 비교해 본 결과 1634년 전라도 순창의 복천사(福泉寺)에서 간행된 불서로 파악되었다. 따라서 상기 2종은 임난 이후에서 복장이 조성된 1701년 사이에 간행된 전적으로 확인된다. 이와 함께 붉은 비단에 싸인 후령통, 대불정수능엄신주다라니(大佛頂首楞嚴神呪陀羅尼), 주서와 묵서 다라니, 보협진언(寶篋眞言)이 함께 수습되었다.
흥천사 목조관음보살좌상은 조성발원문을 통해 1701년이라는 정확한 제작 시기와 조각가가 확인된 작품이다. 이를 통해 이 상이 원래 전라북도 임실 사자산 적조암에서 제작한 보살상이며, 언젠가 이곳 흥천사로 옮겨졌음이 밝혀졌다. 이 보살상을 제작한 조각승 법잠은 전라도 지역에서 활약했던 조각승 도잠과 선후배 관계일 가능성이 매우 높은데, 그는 조선후기에 널리 알려진 조각승은 아니지만 앞으로 전라도 지역에서 그의 작품이 발견될 가능성이 매우 높아 조선후기 불상 연구에도 귀중한 자료이다. 아울러 좌우 협시로 용왕과 선재동자상이 함께 한 경우 역시 그 유례가 많지 않은데, 1655년에 혜희가 만든 보은 법주사 목조관음보살삼존상, 1670년 운흥사 목조불감 등 적은 수량이 남아있다.
관음상 복장에서 수습한 이들 불서는 임난 이후에 간행되었고, 현전본이 비교적 여러 부수가 남아 있어 별건으로 지정 관리할 만한 가치는 없는 것으로 판단되어 다른 복장유물과 함께 일괄로 지정한다.
이처럼 흥천사 관음보살좌상과 복장유물은 상과 관련된 문자 기록이 보존 상태도 좋아 서울특별시 유형문화재로 지정하여 보존할 가치가 있다고 판단된다.

## 참고 자료
- 서울 흥천사 목조관음보살삼존상 및 복장유물 - 국가유산청 국가유산포털